# Drobnice
Drobnice – wieś w Polsce położona w województwie łódzkim, w powiecie wieluńskim, w gminie Osjaków.
Wieś kapituły katedralnej gnieźnieńskiej w powiecie wieluńskim województwa sieradzkiego w końcu XVI wieku.
W latach 1954–1958 wieś należała do i była siedzibą gromady Drobnice. W latach 1975–1998 miejscowość administracyjnie należała do województwa sieradzkiego.
| SIMC    | Nazwa      | Rodzaj    |
| ------- | ---------- | --------- |
| 0708213 | Dąbrowa    | część wsi |
| 0708220 | Kakalec    | część wsi |
| 0708236 | Łykowe     | część wsi |
| 0708242 | Niwa       | część wsi |
| 0708259 | Nowiny     | część wsi |
| 0708265 | Podkochlew | część wsi |
| 0708271 | Żychta     | część wsi |
| 0708288 | Stara Wieś | część wsi |
| 0708294 | Szyszczyna | część wsi |
| 0708302 | Zagóry     | część wsi |

Urodził się tu Ignacy Bator – porucznik, cichociemny, uczestnik powstania warszawskiego.